# Сара-Руд (Сіяхкаль)
Сара-Руд (перс. سرارود) — село в Ірані, у дегестані Малфеджан, в Центральному бахші, шагрестані Сіяхкаль остану Ґілян. За даними перепису 2006 року, його населення становило 47 осіб, що проживали у складі 13 сімей.

## Клімат
Середня річна температура становить 13,97°C, середня максимальна – 27,82°C, а середня мінімальна – 0,12°C. Середня річна кількість опадів – 877 мм.
| Клімат поселення                              | Клімат поселення | Клімат поселення | Клімат поселення | Клімат поселення | Клімат поселення | Клімат поселення | Клімат поселення | Клімат поселення | Клімат поселення | Клімат поселення | Клімат поселення | Клімат поселення | Клімат поселення |
| Показник                                      | Січ.             | Лют.             | Бер.             | Квіт.            | Трав.            | Черв.            | Лип.             | Серп.            | Вер.             | Жовт.            | Лист.            | Груд.            |                  |
| Середній максимум, °C                         | 11,92            | 11,14            | 11,98            | 16,68            | 20,96            | 26,13            | 27,82            | 27,61            | 23,24            | 20,16            | 16,19            | 12,00            |                  |
| Середня температура, °C                       | 6,42             | 5,63             | 6,48             | 11,16            | 15,46            | 20,63            | 23,63            | 23,43            | 19,05            | 15,99            | 11,99            | 7,80             |                  |
| Середній мінімум, °C                          | 0,91             | 0,12             | 0,96             | 5,65             | 9,95             | 15,12            | 19,43            | 19,24            | 14,86            | 11,78            | 7,80             | 3,61             |                  |
| Норма опадів, мм                              | 78               | 68               | 81               | 54               | 45               | 28               | 27               | 41               | 88               | 143              | 120              | 104              |                  |
| Середньомісячна швидкість вітру, м/с          | 2.23             | 2.45             | 2.53             | 2.49             | 2.29             | 2.12             | 2.42             | 2.17             | 1.98             | 2.05             | 2.05             | 2.02             |                  |
| Середньомісячна сонячна радіація, кДж/м²·день | 7237             | 9363             | 11411            | 15688            | 19470            | 21463            | 22150            | 18899            | 15427            | 10933            | 8776             | 6841             |                  |
| --------------------------------------------- | ---------------- | ---------------- | ---------------- | ---------------- | ---------------- | ---------------- | ---------------- | ---------------- | ---------------- | ---------------- | ---------------- | ---------------- | ---------------- |
| Джерело:                                      |                  |                  |                  |                  |                  |                  |                  |                  |                  |                  |                  |                  |                  |